# Fedcupový tým Nizozemska
Tým Nizozemska v Billie Jean King Cupu reprezentuje Nizozemsko v tenisové soutěži ženských týmů od premiérového ročníku 1963 pod vedením národního svazu Koninklijke Nederlandse Lawn Tennis Bond.
Světové finále si Nizozemsko poprvé zahrálo v roce 1968, kdy podlehlo Austrálii 0–3 na zápasy. Podruhé pak roku 1997 prohrálo s Francií poměrem 1–4, když jediný bod uhrála Brenda Schultzová-McCarthyová.
Nejvíce zápasů, včetně dvouher a čtyřher, vyhrála Betty Stöveová, reprezentující zemi v letech 1964–1983. Ve čtvrtfinále Světové skupiny 2016 porazila Nizozemka Richèl Hogenkampová Rusku Kuzněcovovou v historicky nejdelším utkání celé soutěže, trvajícím 4:00 hodiny.

## Statistiky

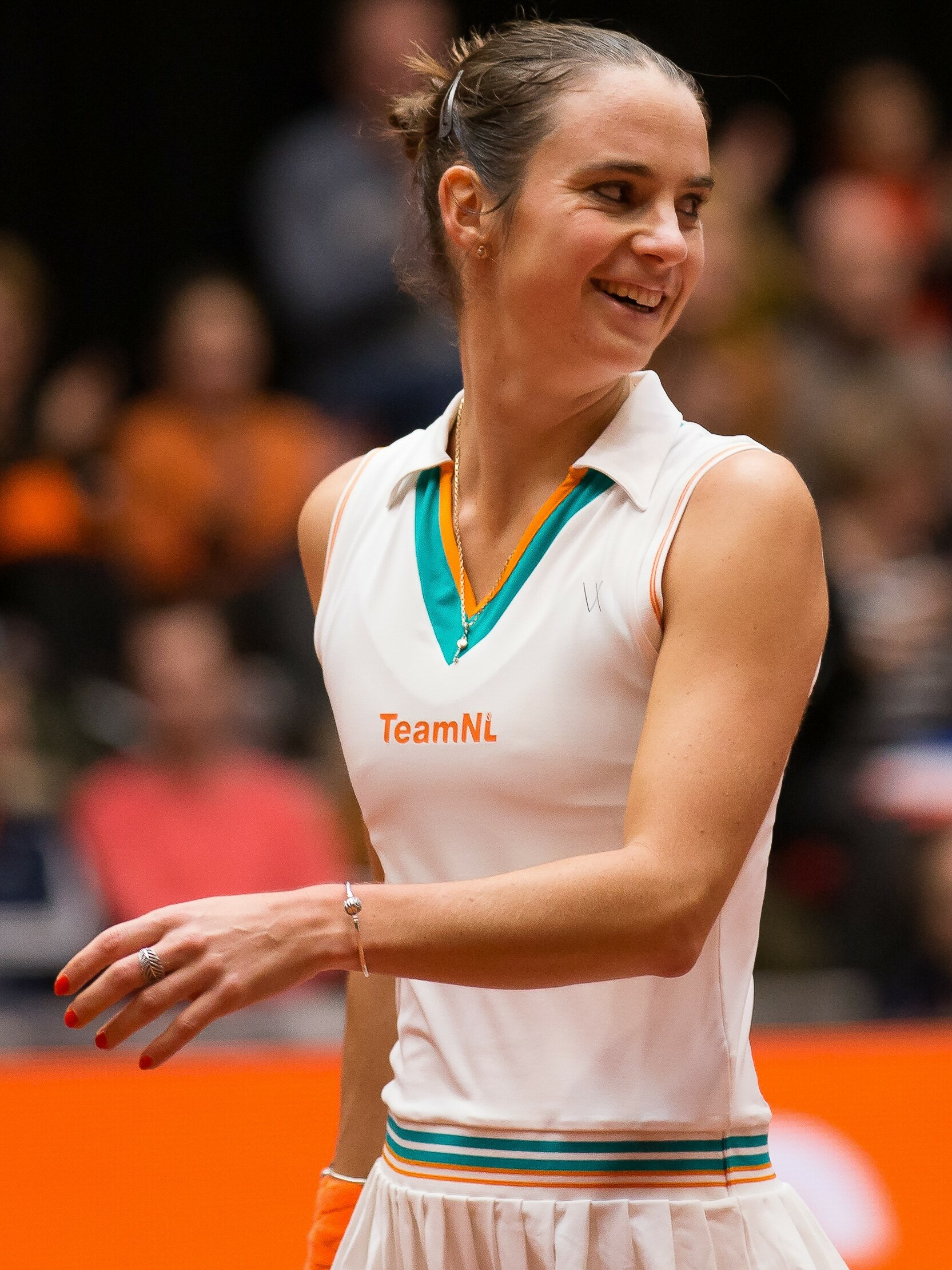
Bibiane Schoofsová ve 2. světové skupině 2019 proti Kanadě

Hráčským týmovým statistikám vévodí bývalá světová pětka Betty Stöveová, která vyhrála 45 utkání včetně 22 dvouher a 23 čtyřher. Do nejvyššího počtu 39 mezistátních zápasů nastoupila Miriam Oremansová a rekordních čtrnáct ročníků odehrála Arantxa Rusová.
Dvacet a více utkání vyhrály Betty Stöveová, Brenda Schultzová-McCarthyová, Miriam Oremansová, Marcella Meskerová, Kristie Boogertová a Kiki Bertensová. Jako nejmladší členka týmu do soutěže zasáhla Michaëlla Krajiceková, když v 15 letech a 101 dnech odehrála zápas dubnové 1. skupiny euroafrické zóny 2004 proti Izraeli. Naopak nejstarší Nizozemkou v soutěži se stala Stöveová, jíž bylo 38 let a 23 dní v červencovém 1. kole hlavního turnaje Poháru federace 1983 proti Číně. Obrat ze stavu 0–2 se Nizozemsku nikdy nepodařil.

## Historie
Družstvo v soutěži debutovalo během premiérovém ročníku Poháru federace 1963, jako jeden z šestnácti účastníků. Po výhře nad Švýcarskem skončilo ve čtvrtfinále na raketách pozdějších vítězek ze Spojených států 0:3 na zápasy.
V roce 1998 družstvo spadlo do 1. skupiny euroafrické zóny, kde do sezóny 2013 odehrálo většinu ročníků. Ve druhé světové baráži 2014 zvládlo duel proti Japonkám po výsledku 3:2 a následující rok prošlo světovou baráží 2015 přes Austrálii po výhře 4:1 až do elitní úrovně pro rok 2016.
Vedle neúspěšných finálových účastí z let 1968 a 1997 se tým probojoval do světového semifinále v letech 1969, 1976 a 2016. V moskevském čtvrtfinále Světové skupiny 2016 Nizozemky překvapivě porazily Rusko 3:1. Po třech utkáních již měly zajištěný postup vedením 3–0. Kiki Bertensová ani Richèl Hogenkampová přitom nefigurovaly v první stovce žebříčku WTA. Dvouhra mezi Kuzněcovovou a Hogenkampovou, jež Nizozemka vyhrála 10–8 ve třetí sadě, se stala nejdelším zápasem v historii celé soutěže. Trvala přesně čtyři hodiny. O jedenáct minut překonala rekordní výhru Portoričanky Vilmarie Castellviové nad Kanaďankou Wozniakovou z roku 2005. Ve světovém semifinále však Nizozemky nestačily na Francii, když na trélazéské antuce prohrály 2–3 na zápasy. Bertensová vybojovala dva body po výhrách nad Caroline Garciaovou i Kristinou Mladenovicovou. Hogenkampová naopak obě dvouhry ztratila. Rozhodla až závěrečná čtyřhra, v níž francouzské deblistky otočily ztrátu úvodní sady a dovedly tým k postupu do finále proti Česku.

## Chronologie zápasů
V letech 1963–2009 jsou zahrnuty pouze zápasy Světové skupiny, druhé světové skupiny a jejich baráží.

### 1963–1969
| Rok  | soutěž                       | datum      | místo                      | soupeř         | skóre | výsledek |
| ---- | ---------------------------- | ---------- | -------------------------- | -------------- | ----- | -------- |
| 1963 | Světová skupina, 1. kolo     | 17. června | Londýn, Spojené království | Švýcarsko      | 3–0   | výhra    |
| 1963 | Světová skupina, čtvrtfinále | 18. června | Londýn, Spojené království | Spojené státy  | 0–3   | prohra   |
| 1964 | Světová skupina, 1. kolo     | 1. září    | Filadelfie, Spojené státy  | Rakousko       | 2–1   | výhra    |
| 1964 | Světová skupina, 2. kolo     | 2. září    | Filadelfie, Spojené státy  | Francie        | 1–2   | prohra   |
| 1966 | Světová skupina, 2. kolo     | 12. května | Turín, Itálie              | Jižní Afrika   | 2–1   | výhra    |
| 1966 | Světová skupina, čtvrtfinále | 13. května | Turín, Itálie              | Austrálie      | 1–2   | prohra   |
| 1967 | Světová skupina, 2. kolo     | 7. června  | Berlín, SRN                | Itálie         | 0–3   | prohra   |
| 1968 | Světová skupina, 1. kolo     | 21. května | Paříž , Francie            | Finsko         | 3–0   | výhra    |
| 1968 | Světová skupina, 2. kolo     | 23. května | Paříž , Francie            | Polsko         | 2–1   | výhra    |
| 1968 | Světová skupina, čtvrtfinále | 24. května | Paříž , Francie            | Bulharsko      | 3–0   | výhra    |
| 1968 | Světová skupina, semifinále  | 25. května | Paříž , Francie            | Spojené státy  | 2–1   | výhra    |
| 1968 | Světová skupina, finále      | 26. května | Paříž , Francie            | Austrálie      | 0–3   | prohra   |
| 1969 | Světová skupina, 1. kolo     | 19. května | Athény, Řecko              | Bulharsko      | 3–0   | výhra    |
| 1969 | Světová skupina, 2. kolo     | 21. května | Athény, Řecko              | Indonésie      | 3–0   | výhra    |
| 1969 | Světová skupina, čtvrtfinále | 23. května | Athény, Řecko              | Československo | 2–1   | výhra    |
| 1969 | Světová skupina, semifinále  | 24. května | Athény, Řecko              | Spojené státy  | 0–3   | prohra   |

### 1970–1979
| Rok  | soutěž                       | datum             | místo                          | soupeř         | skóre | výsledek |
| ---- | ---------------------------- | ----------------- | ------------------------------ | -------------- | ----- | -------- |
| 1970 | Světová skupina, 1. kolo     | 19. května        | Freiburg, SRN                  | Řecko          | 3–0   | výhra    |
| 1970 | Světová skupina, 2. kolo     | 20. května        | Freiburg, SRN                  | Kanada         | 3–0   | výhra    |
| 1970 | Světová skupina, čtvrtfinále | 22. května        | Freiburg, SRN                  | Velká Británie | 1–2   | prohra   |
| 1971 | Světová skupina, 1. kolo     | 26. prosince 1970 | Perth, Austrálie               | Kanada         | 3–0   | výhra    |
| 1971 | Světová skupina, čtvrtfinále | 27. prosince 1970 | Perth, Austrálie               | Francie        | 1–2   | prohra   |
| 1972 | Světová skupina, 1. kolo     | 20. března        | Johannesburg, Jižní Afrika     | Nový Zéland    | 2–1   | výhra    |
| 1972 | Světová skupina, 2. kolo     | 21. března        | Johannesburg, Jižní Afrika     | Kolumbie       | 2–1   | výhra    |
| 1972 | Světová skupina, čtvrtfinále | 23. března        | Johannesburg, Jižní Afrika     | Spojené státy  | 0–3   | prohra   |
| 1973 | Světová skupina, 1. kolo     | 1. května         | Bad Homburg, SRN               | Francie        | 2–1   | výhra    |
| 1973 | Světová skupina, 1. kolo     | 2. května         | Bad Homburg, SRN               | Dánsko         | 2–0   | výhra    |
| 1973 | Světová skupina, čtvrtfinále | 4. května         | Bad Homburg, SRN               | Jižní Afrika   | 0–3   | prohra   |
| 1974 | Světová skupina, 1. kolo     | květen            | Neapol, Itálie                 | Francie        | 1–2   | prohra   |
| 1975 | Světová skupina, 1. kolo     | květen            | Aix-en-Provence , Francie      | Uruguay        | 2–1   | výhra    |
| 1975 | Světová skupina, 2. kolo     | květen            | Aix-en-Provence , Francie      | Československo | 0–2   | prohra   |
| 1976 | Světová skupina, 1. kolo     | srpen             | Filadelfie, Spojené státy      | Brazílie       | 3–0   | výhra    |
| 1976 | Světová skupina, 1. kolo     | srpen             | Filadelfie, Spojené státy      | Argentina      | 3–0   | výhra    |
| 1976 | Světová skupina, čtvrtfinále | srpen             | Filadelfie, Spojené státy      | Dánsko         | 2–1   | výhra    |
| 1976 | Světová skupina, semifinále  | srpen             | Filadelfie, Spojené státy      | Spojené státy  | 0–3   | prohra   |
| 1977 | Světová skupina, 1. kolo     | červen            | Eastbourne, Spojené království | Uruguay        | 3–0   | výhra    |
| 1977 | Světová skupina, 2. kolo     | červen            | Eastbourne, Spojené království | Izrael         | 3–0   | výhra    |
| 1977 | Světová skupina, čtvrtfinále | červen            | Eastbourne, Spojené království | Jižní Afrika   | 1–2   | prohra   |
| 1978 | Světová skupina, 1. kolo     | listopad          | Melbourne, Austrálie           | Mexiko         | 3–0   | výhra    |
| 1978 | Světová skupina, 2. kolo     | listopad          | Melbourne, Austrálie           | Chile          | 3–0   | výhra    |
| 1978 | Světová skupina, čtvrtfinále | prosinec          | Melbourne, Austrálie           | Austrálie      | 0–3   | prohra   |
| 1979 | Světová skupina, 1. kolo     | duben             | Madrid, Španělsko              | Argentina      | 3–0   | výhra    |
| 1979 | Světová skupina, 2. kolo     | květen            | Madrid, Španělsko              | Japonsko       | 3–0   | výhra    |
| 1979 | Světová skupina, čtvrtfinále | květen            | Madrid, Španělsko              | Austrálie      | 1–2   | prohra   |

### 1980–1989
| Rok  | soutěž                       | datum    | místo                      | soupeř     | skóre | výsledek |
| ---- | ---------------------------- | -------- | -------------------------- | ---------- | ----- | -------- |
| 1980 | Světová skupina, 1. kolo     | květen   | Berlín, SRN                | Argentina  | 1–2   | prohra   |
| 1981 | Světová skupina, 1. kolo     | listopad | Tokio, Japonsko            | Hongkong   | 2–1   | výhra    |
| 1981 | Světová skupina, 2. kolo     | listopad | Tokio, Japonsko            | Itálie     | 2–1   | výhra    |
| 1981 | Světová skupina, čtvrtfinále | listopad | Tokio, Japonsko            | Austrálie  | 0–3   | prohra   |
| 1982 | Světová skupina, 1. kolo     | červenec | Santa Clara, Spojené státy | Dánsko     | 2–1   | výhra    |
| 1982 | Světová skupina, 2. kolo     | červenec | Santa Clara, Spojené státy | Austrálie  | 0–3   | prohra   |
| 1983 | Světová skupina, 1. kolo     | červenec | Curych, Švýcarsko          | Čína       | 1–2   | prohra   |
| 1984 | Světová skupina, 1. kolo     | červenec | São Paulo, Brazílie        | Francie    | 1–2   | prohra   |
| 1985 | Světová skupina, 1. kolo     | říjen    | Nagoja, Japonsko           | Švýcarsko  | 1–2   | prohra   |
| 1986 | Světová skupina, 1. kolo     | červenec | Praha, Československo      | Kanada     | 1–2   | prohra   |
| 1987 | Světová skupina, 1. kolo     | červenec | Vancouver, Kanada          | Kanada     | 0–3   | prohra   |
| 1988 | Světová skupina, 1. kolo     | prosinec | Melbourne, Austrálie       | Španělsko  | 0–3   | prohra   |
| 1989 | Světová skupina, 1. kolo     | říjen    | Tokio, Japonsko            | Jugoslávie | 3–0   | výhra    |
| 1989 | Světová skupina, 2. kolo     | říjen    | Tokio, Japonsko            | Španělsko  | 0–3   | prohra   |

### 1990–1999
| Rok  | soutěž                       | datum        | místo                          | soupeř        | skóre | výsledek |
| ---- | ---------------------------- | ------------ | ------------------------------ | ------------- | ----- | -------- |
| 1990 | Světová skupina, 1. kolo     | červenec     | Atlanta, Spojené státy         | Švýcarsko     | 2–1   | výhra    |
| 1990 | Světová skupina, 2. kolo     | červenec     | Atlanta, Spojené státy         | Německo       | 2–1   | výhra    |
| 1990 | Světová skupina, čtvrtfinále | červenec     | Atlanta, Spojené státy         | Sovětský svaz | 0–3   | prohra   |
| 1991 | Světová skupina, 1. kolo     | 23. července | Nottingham, Spojené království | Spojené státy | 0–2   | prohra   |
| 1991 | Světová skupina, baráž       | 24. července | Nottingham, Spojené království | Maďarsko      | 2–0   | výhra    |
| 1992 | Světová skupina, 1. kolo     | 13. července | Frankfurt, Německo             | Paraguay      | 2–1   | výhra    |
| 1992 | Světová skupina, 2. kolo     | 13. července | Frankfurt, Německo             | Německo       | 1–2   | prohra   |
| 1993 | Světová skupina, 1. kolo     | 20. července | Frankfurt, Německo             | Chorvatsko    | 3–0   | výhra    |
| 1993 | Světová skupina, 2. kolo     | 21. července | Frankfurt, Německo             | Lotyšsko      | 3–0   | výhra    |
| 1993 | Světová skupina, čtvrtfinále | 23. července | Frankfurt, Německo             | Španělsko     | 0–3   | prohra   |
| 1994 | Světová skupina, 1. kolo     | 19. července | Frankfurt, Německo             | Bělorusko     | 2–1   | prohra   |
| 1994 | Světová skupina, 2. kolo     | 20. července | Frankfurt, Německo             | Jižní Afrika  | 1–2   | prohra   |
| 1995 | 2. světová skupina, 1. kolo  | 23. dubna    | Västerås, Švédsko              | Švédsko       | 5–0   | výhra    |
| 1995 | Světová skupina, baráž       | 23. července | Noordwijk, Nizozemsko          | Rakousko      | 1–4   | prohra   |
| 1996 | 2. světová skupina, 1. kolo  | 28. dubna    | Kampen, Nizozemsko             | Austrálie     | 4–1   | výhra    |
| 1996 | Světová skupina, baráž       | 14. července | Bratislava, Slovensko          | Slovensko     | 3–2   | výhra    |
| 1997 | Světová skupina, 1. kolo     | 2. března    | Haarlem, Nizozemsko            | Spojené státy | 3–2   | výhra    |
| 1997 | Světová skupina, semifinále  | 13. července | Praha, Česko                   | Česko         | 3–2   | výhra    |
| 1997 | Světová skupina, finále      | 5. října     | 's-Hertogenbosch, Nizozemsko   | Francie       | 1–4   | prohra   |
| 1998 | Světová skupina, 1. kolo     | 19. dubna    | Kiawah Island, Spojené státy   | Spojené státy | 0–5   | prohra   |
| 1998 | Světová skupina, baráž       | 26. července | Bol, Chorvatsko                | Chorvatsko    | 2–3   | prohra   |
| 1999 | 2. světová skupina, 1. kolo  | 18. dubna    | 's-Hertogenbosch, Nizozemsko   | Belgie        | 0–5   | prohra   |
| 1999 | 2. světová skupina, baráž    | 24. července | Amsterdam, Nizozemsko          | Austrálie     | 0–2   | prohra   |

### 2000–2009
| Rok  | soutěž                    | datum        | místo                 | soupeř    | skóre | výsledek |
| ---- | ------------------------- | ------------ | --------------------- | --------- | ----- | -------- |
| 2002 | 2. světová skupina, baráž | 21. července | Wollongong, Austrálie | Austrálie | 2–3   | prohra   |

### 2010–2019
| Rok  | soutěž                                     | datum         | místo                        | povrch     | soupeř        | skóre | výsledek |
| ---- | ------------------------------------------ | ------------- | ---------------------------- | ---------- | ------------- | ----- | -------- |
| 2013 | Zóna Evropy a Afriky, základní skupina     | 7. února      | Ejlat, Izrael                | tvrdý      | Bulharsko     | 0–3   | prohra   |
| 2013 | Zóna Evropy a Afriky, základní skupina     | 8. února      | Ejlat, Izrael                | tvrdý      | Slovinsko     | 3–0   | výhra    |
| 2013 | Zóna Evropy a Afriky, základní skupina     | 9. února      | Ejlat, Izrael                | tvrdý      | Lucembursko   | 3–0   | výhra    |
| 2013 | Zóna Evropy a Afriky, souboj o 5.–8. místo | 10. února     | Ejlat, Izrael                | tvrdý      | Maďarsko      | 0–2   | prohra   |
| 2014 | Zóna Evropy a Afriky, základní skupina     | 4. února      | Budapešť, Maďarsko           | tvrdý (h)  | Chorvatsko    | 3–0   | výhra    |
| 2014 | Zóna Evropy a Afriky, základní skupina     | 5. února      | Budapešť, Maďarsko           | tvrdý (h)  | Belgie        | 3–0   | výhra    |
| 2014 | Zóna Evropy a Afriky, základní skupina     | 7. února      | Budapešť, Maďarsko           | tvrdý (h)  | Lucembursko   | 3–0   | výhra    |
| 2014 | Zóna Evropy a Afriky, baráž                | 9. února      | Budapešť, Maďarsko           | tvrdý (h)  | Bělorusko     | 2–0   | výhra    |
| 2014 | 2. světová skupina, baráž                  | 19.–20. dubna | 's-Hertogenbosch, Nizozemsko | antuka (h) | Japonsko      | 3–2   | výhra    |
| 2015 | 2. světová skupina, 1. kolo                | 7.–8. února   | Apeldoorn, Nizozemsko        | antuka (h) | Slovensko     | 4–1   | výhra    |
| 2015 | Světová skupina, baráž                     | 18.–19. dubna | 's-Hertogenbosch, Nizozemsko | antuka (h) | Austrálie     | 4–1   | výhra    |
| 2016 | Světová skupina, 1. kolo                   | 6.–7. února   | Moskva, Rusko                | tvrdý (h)  | Rusko         | 3–1   | výhra    |
| 2016 | Světová skupina, semifinále                | 16.–17. dubna | Trélazé, Francie             | antuka (h) | Francie       | 2–3   | prohra   |
| 2017 | Světová skupina, 1. kolo                   | 11.–12. února | Minsk, Bělorusko             | tvrdý (h)  | Bělorusko     | 1–4   | prohra   |
| 2017 | Světová skupina, baráž                     | 22.–23. dubna | Bratislava, Slovensko        | antuka (h) | Slovensko     | 3–2   | výhra    |
| 2018 | Světová skupina, 1. kolo                   | 10.–11. února | Asheville, Spojené státy     | tvrdý (h)  | Spojené státy | 1–3   | prohra   |
| 2018 | Světová skupina, baráž                     | 21.–22. dubna | Wollongong, Austrálie        | tvrdý (h)  | Austrálie     | 1–4   | prohra   |
| 2019 | 2. světová skupina, 1. kolo                | 9.–10. února  | 's-Hertogenbosch, Nizozemsko | antuka (h) | Kanada        | 0–4   | prohra   |
| 2019 | 2. světová skupina, baráž                  | 21.–22. dubna | Ósaka, Japonsko              | tvrdý      | Japonsko      | 4–0   | výhra    |

### 2020–2029
| Rok  | soutěž                                 | datum              | místo                        | povrch     | soupeř    | skóre | výsledek |
| ---- | -------------------------------------- | ------------------ | ---------------------------- | ---------- | --------- | ----- | -------- |
| 2021 | Kvalifikační kolo                      | 7.–8. února 2020   | Haag, Nizozemsko             | antuka (h) | Bělorusko | 2–3   | prohra   |
| 2021 | Světová baráž                          | 16.–17. dubna 2021 | 's-Hertogenbosch, Nizozemsko | antuka (h) | Čína      | 3–2   | výhra    |
| 2022 | Kvalifikační kolo                      | 15.–16. dubna      | 's-Hertogenbosch, Nizozemsko | antuka (h) | Španělsko | 0–3   | prohra   |
| 2022 | Světová baráž                          | 11.–12. listopadu  | Le Portel, Francie           | tvrdý (h)  | Francie   | 1–3   | prohra   |
| 2023 | Zóna Evropy a Afriky, základní skupina | 10. dubna          | Antalya, Turecko             | antuka     | Lotyšsko  | 3–0   | výhra    |
| 2023 | Zóna Evropy a Afriky, základní skupina | 11. dubna          | Antalya, Turecko             | antuka     | Turecko   | 2–1   | výhra    |
| 2023 | Zóna Evropy a Afriky, základní skupina | 13. dubna          | Antalya, Turecko             | antuka     | Egypt     | 3–0   | výhra    |
| 2023 | Zóna Evropy a Afriky, základní skupina | 14. dubna          | Antalya, Turecko             | antuka     | Maďarsko  | 0–3   | prohra   |
| 2023 | Zóna Evropy a Afriky, baráž o postup   | 15. dubna          | Antalya, Turecko             | antuka     | Srbsko    | 2–1   | výhra    |
| 2023 | Světová baráž                          | 11.–12. listopadu  | Vilnius, Litva               | tvrdý (h)  | Ukrajina  | 1–3   | prohra   |
| 2024 | Zóna Evropy a Afriky, blok 1. skupiny  | 8.–13. dubna       | Oeiras, Portugalsko          | antuka     |           |       |          |

## Složení týmu

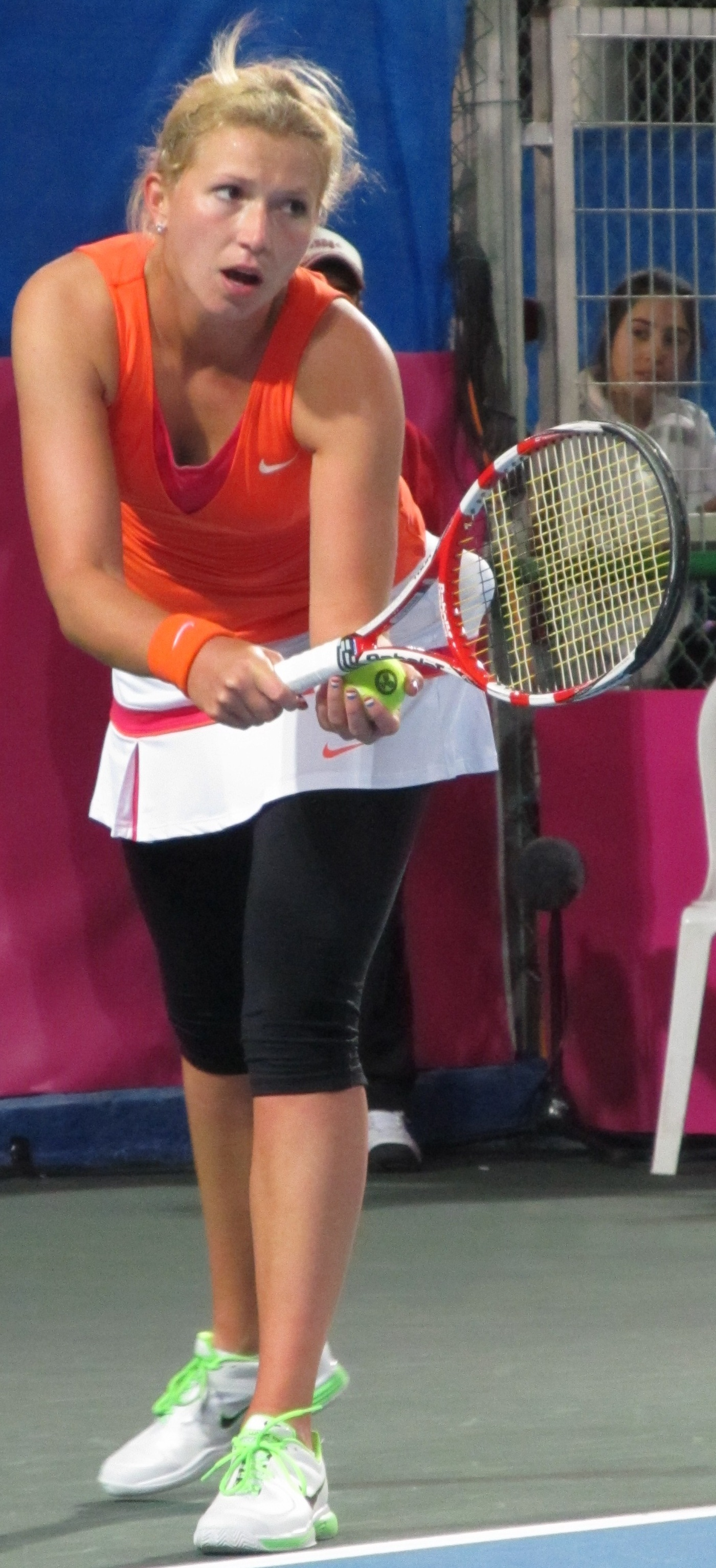
Michaëlla Krajiceková v 1. skupině euroafrické zóny 2012 proti Izraeli

| Rok  | Členky týmu                  | Členky týmu                  | Členky týmu                  | Členky týmu        |
| ---- | ---------------------------- | ---------------------------- | ---------------------------- | ------------------ |
| 2021 | Kiki Bertensová              | Arantxa Rusová               | Lesley Pattinama Kerkhoveová | Indy de Vroomeová  |
| 2021 | Demi Schuursová              | —                            | —                            | —                  |
| 2022 | Arantxa Rusová               | Lesley Pattinama Kerkhoveová | Arianne Hartonová            | Suzan Lamensová    |
| 2022 | Demi Schuursová              | Lexie Stevensová             | —                            | —                  |
| 2023 | Lesley Pattinama Kerkhoveová | Suzan Lamensová              | Lexie Stevensová             | Bibiane Schoofsová |
| 2023 | Demi Schuursová              | —                            | —                            | —                  |
| 2024 | Arantxa Rusová               | Suzan Lamensová              | Anouk Koevermansová          | Demi Schuursová    |